# Girolamo Frescobaldi
Girolamo Frescobaldi [freskåbáldi], född 1583 (döpt i Ferrara i september samma år), död 1 mars 1643 i Rom, var en italiensk musiker och kompositör. 
Frescobaldi blev 1608 organist vid Peterskyrkan i Rom. Han var 1600-talets främste orgelspelare och kompositör för sitt instrument och han intar en betydande plats i tonkonstens historia. Han var den förste, som använde den så kallade tonala fugan, i stället för den reala, som redan förekom hos Giovanni Gabrieli. Frescobaldi var en av pionjärerna inom stylus phantasticus. Hans kompositioner utgörs av bland annat madrigaler, canzonor, motetter, capriccier och toccator. Hans främste lärjunge var Johann Jacob Froberger. 
En monografi över Frescobaldi skrevs av Franz Xaver Haberl (1887), vilken även utgav 68 orgelstycken av Frescobaldi.
Asteroiden 11289 Frescobaldi är uppkallad efter honom.